# 완주 송광사 일주문
완주 송광사 일주문(完州 松廣寺 一株門)은 대한민국 전북특별자치도 완주군 소양면, 송광사에 있는 조선시대의 건축물이다. 1971년 12월 2일 전라북도의 유형문화재 제4호로 지정되었다.

## 개요
종남산 기슭에 있는 송광사는 867년에 보조국사(普照國師) 체징이 창건하였다고 전해지는 유서깊은 절이다.
송광사의 입구에 세워 속세와 불계의 경계역할을 하는 상징물인 일주문은 조선시대에 지은 것이다. 원래 지금의 위치에서 약 3km 떨어진 곳에 세웠던 것인데, 절의 영역이 작아져서 순조 14년(1814)에 조계교 부근으로 옮겼다가 1944년에 지금 있는 자리로 옮긴 것이다.
건물은 2개의 원기둥을 나란히 세우고 그 위에 지붕 옆면이 사람 인(人)자 모양을 한 간결한 맞배지붕을 올렸다. 지붕 처마를 받치기 위해 장식하여 만든 공포는 기둥 위와 기둥 사이에도 있는 다포 양식이다. 공포는 용 머리를 조각하는 등 조선 중기 이후의 화려한 장식적 수법을 엿볼 수 있다. 기둥의 앞뒤로 연꽃무늬를 장식한 보조기둥을 세워 안정감을 주고 있으며 앞면 중앙에는 '종남산송광사(終南山松廣寺)'라는 현판이 걸려있다.
송광사 일주문은 전체적인 균형을 잘 이루고 있어 단정하고 원숙한 비례감을 느끼게 하는 조선 중기의 일주문이다.

## 같이 보기
- 송광사

## 참고 자료
- 송광사일주문 - 국가유산청 국가유산포털